# مونتي كاستيلو
مونتي كاستيلو (بالبرتغالية: Monte Castelo‏)؛ بلدية في سانتا كاتارينا في المنطقة الجنوبية من البرازيل.